# Fluoresceinska angiografija
Fluoresceinska angiografija (FA) je jedna od neprikosnoveni slikovnih dijagnostičkih metod za procenu i utvrđivanje stepena okluzivne bolesti krvnih sudova mrežnjače, obima ishemije i tipa makularnog edema (kao zlatni standard u dijagnostici retinalnih vaskularnih oboljenja).  Ona omogućava lokalizaciju mikroaneurizmatskih promena, područja kapilarne neperfuzije, pojavu kolateralnih krvnih sudova u mrežnjači i kao takva neophodna je smernica za az fokalnu laserfotokoagulaciju područja makule (žute mrlje).

## Osnovni principi
Ova invazivna dijagnostička metoda zasniva se na efektu fluorescencije, prethodno intravenski ubrizganog kontrasta Na-fluoresceina. Nakon što se u venu na ruci ubrizgaa floreceinska boja (najčešće 2% rastvor fluorescein natrijuma), specijalnom digitalne fundus kamerom sa specijalnim filterima, posmatra se i snima prolazak boje kroz krvne sudove na očnom dnu, i tako dijagnostikuju sva funkcionalnog stanja  krvnih sudova dužica i mrežnjače,ili mnoge oftalmološke bolesti.
Iako je relativno bezbedna procedura FA može izazavati blage prolazne tegobe poput mučnine, žućkaste prebojenosti kože, sluzokože i beonjača. Može izazvati i alergijske reakcije, počev od blažih tipa svraba po koži i urtrikarije do pojave anafilaktičkog šoka, što se smatra retkom komplikacijom (1 slučaj na 200.000).
U  normalnim uslovima Na-fluorescein ne prolazi očuvanu spoljašnju i/ili unutrašnju hematoretinalnu barijeru. Ukoliko je barijera narušena javlja o pojavu curenja „leakage“ fluoresceina u tkivo mrežnjače (retine) što je osnovna pojava kod edema. „Curenje“ iz mikroaneurizmi daje fokalni jasno ograničeni edem, difuzni slom barijere — zapravo kapilaropatije koje daje dizuni edem. 
U sklopu difuznog edema u kasnoj fazi može se pojaviti „pooling" boje u cistoidnim šupljinama u regiji fovee, spoljašnjem pleksiformnom sloju- Henleovom sloju dajuči tipičnu petaloidnu sliku  — sliku latica cveta. Perifovealno taj oblik edema poprima karakteristike saća (38,39). Kod dugotrajnih cisoidnih edema, ciste se tokom vremena slivaju što predstavlja osnovu za ireverzbilna oštećenja. 
Zahvaljujući angiografiji nastakla je i angiokrafska podela edema makule — na noncistoidne i cistoidne forme.

## Značaj
Uloga FA je nezamenljiva jer predstavlja putokaz za različite vrste laser tretman (fokalni ili grid) kao i u otkrivanju ishemijske makulopatije ili kombinove forme ishemijsko-eksudativne makulopatije. Upravo je to i najvažnija uloga FA, tretman laserom kod ishemiske makulopatije, što bi doprineo još većem padu vida uz već postojeću lošu prognozu i samim tim je kontraindilovan.

## Mere opreza
Iako je dosta bezbedna metoda, s obzirom na to da se kod ubrizgavanja kontrastnog sredstva mogu kod ispitanika mogu razviti fatalne komplikacije anafilaktičnog šoka u 1/200.000 slučajeva, neophodno je pre testa sa ovom mogućnošću upoznati pacijenta i upozoriti ga na potencijalne rizike ovog dijagnostičkog postupka, i od njega zatražiti pismenu saglasnost. 
U tom cilju svaka ustanova u  kojoj se radi ovaj pregled mora imati obezbijeđenu prateću  službu, neophodna sredstva i osposobljen kadar za reanimaciju i esuscitaciju u slučaju nastanka anafilaktičkog šoka. 
Fluoresceinska angiografija se ne preporučuje kao dijagnostička metoda kod trudnica i dojilja, jer fluorescein prolazi placentarnu hematobarijeru a svi efekti ovog sredstva na fetus i kasnije odojče, nisu ispitani.

## Kontraindikacije
Alergijeksa preosteljivosti na kontrastno srestvo (Na-fluorescein).

## Spoljašnje veze
|  | Molimo Vas, obratite pažnju na važno upozorenje u vezi sa temama iz oblasti medicine (zdravlja). |